# トビー・コリアー
- トビー・コリヤー

トバイアス・クリストファー・コリアー（Tobias Christopher Collyer, 2004年1月3日 - ）は、イングランドのウェスト・サセックス州ワージング出身のプロサッカー選手。プレミアリーグのマンチェスター・ユナイテッドFC所属。ポジションはミッドフィールダー。

## 経歴

### ブライトン
ブライトン・アンド・ホーヴ・アルビオンFCのユースアカデミーでトレーニングを積み、15歳の時点でU-18チームでプレーしていた。
17歳の誕生日を迎えた直後に、U-23チームの公式戦に初出場した。

### マンチェスター・ユナイテッド
2021-22シーズン終了後にブライトンとの再契約がまとまらず、数ヶ月間のトライアルを経て、2022年3月にマンチェスター・ユナイテッドFCと3年半の契約を結んだ。
2023-24シーズン開幕前のアメリカツアーにて、レクサムAFCとのプレシーズンマッチに先発出場してトップチームデビューを果たした。
2024年7月11日に、ユナイテッドと2027年までの契約延長に合意した。8月10日、FAコミュニティ・シールドのマンチェスター・シティFC戦に途中出場してプロデビューした。

2025年ウエストハムにレンタル移籍

## 代表歴
U-16イングランド代表、U-17イングランド代表でキャプテンを務めていた時期がある。